# Cesta z města
Cesta z města (littéralement en français la Route de la ville) est un film tchèque réalisé par Tomáš Vorel et sorti en 2000.
Il a été tourné principalement à Rabštejn nad Střelou (cs),. 

## Synopsis
Le programmeur Honza décide de se changer les idées après son travail surmené le temps d'un week-end (ce qui est présenté au début du film). Il récupère son fils Honzík chez son ex-femme et part ensemble en voyage à la campagne. Leur sur-civilisation est mise en évidence dans le film par leur utilisation frénétique de téléphones portables, d'ordinateurs portables et d'appareils photo numériques. Cependant, après leur rencontre avec la charmante Markéta et sa grand-mère, qui vivent dans une maison parfumée aux herbes et aux liqueurs maison, le week-end se prolonge par un séjour de plusieurs semaines dans un petit village ; Honza et son fils passent les plus beaux et les plus heureux moments de leur vie à la campagne. Le film présente un défilé de personnages ruraux excentriques. L'absence de Honza au travail et celle de Honzík à l'école ne sont cependant pas sans conséquences et le père et le fils sont contraints de retourner à la civilisation, à la ville. Cependant, Honza ne peut oublier ces semaines à la campagne ni la jeune Markéta.

## Distribution
- Tomáš Hanák : Honza
- Michal Vorel : le fils d'Honza
- Bára Nimcová : Markéta
- Luba Skořepová :la grand-mère de Markéta
- Bolek Polívka : le paysan Ludv
- Eva Holubová : Vlastička, la femme de Ludv
- Milan Šteindler : le garde-forestier
- Daniela Kolářová : la mère de Markéta
- Jiří Ornest : le père de Markéta
- Leoš Suchařípa : un apiculteur
- Petr Čtvrtníček : un pêcheur
- David Vávra : Jarda
- Ondřej Trojan : le patron Václav
- Tomáš Vorel : Petr
- Anežka Kušiaková : Anička
- Alena Štréblová : Helena
- Jiří Hruška : Kočí
- Radomil Uhlíř (cs) : le pasteur Hnilička

## Musique
Le film présente plusieurs chansons originales (Cesta z města et Dva skřítci), ainsi qu'un extrait de O filii et filiæ de Jean Tisserand (seul son texte tchèque est utilisé ici, la musique diffère de l'original). 